# Tony Bishop
Pour les articles homonymes, voir Bishop.
Tony Bishop, né le 16 juillet 1989 à Dallas au Texas, est un joueur américano-panaméen de basket-ball.